# 見えない壁
見えない壁（みえないかべ、invisible wall）は、プレイヤーキャラクターが特定の領域に入ることを制限するが物理的な障害としては表示されないコンピュータゲーム内の境界。この用語はまた、中型の岩や短いフェンスなど現実には容易に迂回できるがキャラクターがゲーム環境内で飛び越えることができない障害物にも呼ばれ得る。
3Dゲームでは、プレイヤーがゲームプレイエリアを離れるのを防ぐために見えない壁が同様に用いられるが、石の壁やフェンスなどの目に見える境界が一般的には好まれる。見えない壁はレベルデザインのバグと言われ、レベルの初期バージョンの「余剰配列」またはオブジェクトの不適切に整列された衝突ボックスの可能性がある。それでも、デザイナーはキャラクターが落下しないように崖に見えない壁を追加するか、あるいはそれを広いオープンワールドの最終境界として使用して、実際より広大に見えるようにするかもしれない

## プレイヤーの没入への影響
ゲームのルールでは壁を越えて進むことはできないと規定しているが、架空の設定ではなぜそうなのか説明できないため見えない壁はゲームのシステムの論理とその架空の論理との間に矛盾を生じさせる可能性があり、それがゲームの想定される内部現実を壊す。しかし、殆どのゲーマーはゲーム世界の限界を十分に認識しており、与えられた道から離れて進めないことを受け入れているため、見えない壁があっても想定よりもプレーヤーの没入を損なうことはない。プレイヤーの没入に対する本当の脅威は、単に見えない壁が存在することではなく、それらがゲームの世界内で一貫していて信頼できるかどうかである。 
多くのゲーム、特にオープンワールドゲームでは、深い没入感を保ちながらプレイヤーが通り道から遠く離れて進むのを防ぐために非常に強力または無敵の脅威や敵が見えない壁の代替として使用されることがある。
イギリスのゲーム雑誌のエッジは、『スーパーマリオ64』は常に目的地や達成目標がありステージはスリルと挫折を同程度味わえ、人によってはずっと気付かないようなちょっとした上品な手触りがあり、すっきりしているのと同時にかっちりした作品でとってつけたような壁はなかったが、『スーパーマリオサンシャイン』は物語が始まる島は見えない壁で囲われ島の中心や7つの世界では更に多くなり、整合性をメインに据えた作品の続編としてはやる気を削がれ、困惑した期待外れなゲームだと極めて不評なレビューが行われており、イェスパー・ユールは『グランド・セフト・オートIII』ではプレイヤーキャラクターが護送車から逃げたときに島から他の島へ渡る橋が破壊されてしまい、それを開通させるにはいくつも課題をこなす必要がある理由付けが行われており、これを「非常にエレガントな解決策」と評価した。

## 見えない壁の迂回
コンピュータグリッチやコンピュータゲームのチートを用いると見える壁と見えない壁の両方を通り抜けられるようになる可能性がある。もしプレイヤーキャラクターが壁を通過すれば、キャラクターによる使用が意図されていないゲームのエリアに入る可能性があり、これはレベルの未使用部分を含むかまたは全く何も含まないエリアであり得る。プレイヤーをそのような領域から遠ざけるために見える壁と見えない壁が存在する。 